# Калетаєв Дархан Аманович
Дархан Аманович Калетаєв (14 жовтня 1972, Приозерне (нині Тугил), Тарбагатайський район, Східноказахстанська область) — казахстанський політичний діяч і дипломат. Надзвичайний і Повноважний Посол Республіки Казахстан в Україні (з 2020).

## Життєпис
Народився 14 жовтня 1972 року в селищі Приозерне Тарбагатайского району, Східноказахстанської області. У 1994 році закінчив Східноказахстанський державний університет у місті Усть-Каменогорську; Національну вищу школу державного управління при президенті Республіки Казахстан (1996—1997); Доктор політичних наук, захистив дисертацію: «Соціально-політична консолідація казахстанського народу: особливості та проблеми», при Казахському національному педагогічному університеті імені Абая.
У 1995 році працював на посадах спеціаліста 1-ї категорії, провідного спеціаліста комітету з мов при Кабінеті Міністрів Республіки Казахстан;
У 1995—1996 рр. — провідний, головний спеціаліст державного комітету Казахстану з національної політики;
У 1997 році заступник начальника управління департаменту координації мовної політики міністерства освіти і культури Казахстану, м. Алмати;
У 1997—2001 рр. — начальник відділу молодіжної політики департаменту внутрішньої політики міністерства інформації та суспільної злагоди Республіки Казахстан, м. Астана;
У 2001—2002 рр. — заступник директора департаменту внутрішньої політики міністерства культури, інформації та суспільної злагоди Казахстану, м. Астана;
У 2002 році директор департаменту молодіжної політики міністерства культури, інформації та суспільної злагоди Казахстану, м. Астана;
У 2002—2004 рр. — завідувач сектору, завідувач відділу внутрішньої політики Адміністрації Президента Республіки Казахстан, м. Астана;
У 2004—2005 рр. — завідувач соціально-політичним відділом Управління внутрішньої політики адміністрації президента Республіки Казахстан, м. Астана; Секретар Національної ради при президенті Республіки Казахстан, секретар Громадської ради з засобів масової інформації (інформаційної політики) при Президентові Республіки Казахстан;
У 2005—2006 рр. — завідувач соціально-політичного відділу Адміністрації Президента Республіки Казахстан, м. Астана;
У 2006—2007 рр. — завідувач відділу державного контролю та організаційної роботи Адміністрації Президента Республіки Казахстан, м. Астана;
У 2007—2008 рр. — заступник керівника Адміністрації Президента Республіки Казахстан;
У 2008—2009 рр. — перший заступник голови Народно-демократичної партії «Нур Отан»;
З 2009 року виконавчий директор «Фонду національного добробуту «Самрук-Казина»
З 27 жовтня 2016 по 04 квітня 2018 рр. — призначений депутатом Сенату Парламенту Республіки Казахстан.
З 4 квітня 2018 по 3 липня 2018 рр. — міністр у справах релігії та громадянського суспільства Республіки Казахстан.
З 3 липня 2018 по 1 березня 2019 рр. — міністр суспільного розвитку Республіки Казахстан.
З 1 березня 2019 по 25 березня 2019 рр. — керівник Канцелярії Прем'єр-міністра Республіки Казахстан.
З 25 березня 2019 по 18 грудня 2019 року — перший заступник керівника Адміністрації Президента Республіки Казахстан.
22 лютого 2020 року — Надзвичайний і Повноважний Посол Республіки Казахстан в Києві, Україна.
15 квітня 2020 року — вручив вірчі грамоти Президентові України Володимиру Зеленському.